# Marieke Elsinga
Marieke Jolande Elsinga (Gouda, 12 juli 1986) is een Nederlands presentatrice. Ze is vooral bekend door haar rol in de programma's RTL Boulevard en Qmusic's Mattie & Marieke.

## Biografie

### Opleiding
Na het vwo op de Goudse Waarden rondde Elsinga in 2008 de opleiding Communicatiemanagement aan de Hogeschool Utrecht af en werkte zij een aantal jaar bij het in Amsterdam gevestigde Hyves en CityFilm. Tijdens haar periode bij CityFilm woonde en werkte zij in onder meer Dubai, Abu Dhabi en Berlijn.

### Radio
Vanaf november 2011 maakte Elsinga radioprogramma's bij achtereenvolgens Meerradio en AmsterdamFM, was nieuwslezer bij MeerTelevisie en liep stage bij het AT5 Nieuws.
In het najaar van 2012 mocht Elsinga een radio-opleiding volgen binnen Q-music. Op 9 maart 2013 won ze dit 'Q-college'. In de maanden erna was Elsinga elke vrijdagnacht te horen van 00.00 tot 03.00 uur en op invalbasis op andere uren. In november 2013 kreeg ze een dagelijks nachtprogramma van 03.00 tot 06.00 uur. Vanaf de zomer van 2014 was ze elke vrijdag, zaterdag en zondag te horen tussen 21.00 en 00.00 uur en in de nacht van donderdag op vrijdag tussen 00.00 en 03.00 uur. Verder ging Elsinga elke maandagochtend op pad als verslaggever voor Mattie & Wietze, het ochtendprogramma van Q-music. Vanaf augustus 2015 was Elsinga in het weekend te horen van 19.00 tot 21.00 uur en was ze het gezicht van de videoreportages. 
Sinds 2018 presenteert ze op werkweekdagen een ochtendprogramma Mattie & Marieke van 6:00 tot 10:00 samen met Mattie Valk. In 2022 en 2024 was ze tweemaal afwezig vanwege zwangerschapsverlof. In 2022 presenteerde Mattie Valk de show in die periode alleen en tijdens haar tweede zwangerschapsverlof in 2024 werd haar taak overgenomen door Miljuschka Witzenhausen.
Elsinga is ook werkzaam als voice-over.
In 2014 werd Elsinga genomineerd voor de Marconi Award voor 'Aanstormend talent' en de Philip Bloemendal Prijs, maar ze won beide prijzen niet.
Op 31 januari 2019 won zij de Zilveren RadioSter Vrouw als beste vrouwelijke dj. De andere genomineerden voor beste vrouwelijke dj waren Annemieke Schollaardt (AVROTROS) en Eva Koreman (BNNVARA).

### Televisie
Van september 2015 tot augustus 2016 was Elsinga presentatrice bij omroep NH. Vanaf 29 augustus 2016 was Elsinga te zien als copresentator bij RTL Late Night als opvolger van Luuk Ikink, tevens was ze in 2017 te zien in de zomervariant van dit programma dat onder de naam RTL Summer Night verscheen. Elsinga maakte op 3 augustus 2017 in het programma RTL Boulevard bekend dat ze voor dat programma ging werken, ze verliet daarvoor RTL Late Night. Op 12 oktober 2017 won Elsinga de Aanstormend Talent Award tijdens het Gouden Televizier-Ring Gala.
In 2017 was Elsinga een van de deelnemers van het achttiende seizoen van het RTL 5-programma Expeditie Robinson, zij viel als negende af en eindigde op de 11e plaats. Ze was de negende kandidaat die over was toen ze het programma moest verlaten. Tevens was ze ditzelfde jaar te zien in de RTL-programma's Carlo's TV Café en De Grote Improvisatieshow.
Sinds begin februari 2018 is Elsinga te zien als een vast panellid in het programma RTL Gezondheidstest. Tevens doet Elsinga sinds maart 2018 mee aan het RTL 4-zangprogramma It Takes 2, waarin ze voor het eerst haar zangtalent ten gehore brengt. In september 2018 was Elsinga als presentatrice te zien in het televisieprogramma Adam zkt. Eva VIPS. Op 15 juli 2022 presenteerde ze voor het laatst RTL Boulevard. In 2023 presenteerde ze ook nog Alles is Muziek en The Jump. Beide programma's kregen veel kritiek van de kijkers. Alles is Muziek werd zelfs voortijdig van de buis gehaald vanwege lage kijkcijfers.
| Televisie als presentatrice | Televisie als presentatrice | Televisie als presentatrice | Televisie als presentatrice |
| Jaar                        | Productie                   | Omroep/zender               | Opmerking(en)               |
| --------------------------- | --------------------------- | --------------------------- | --------------------------- |
| 2015–2016                   | NH                          | RTV NH                      |                             |
| 2016–2017                   | RTL Late Night              | RTL 4                       | Copresentator               |
| 2017                        | Carlo's TV Café             | RTL 4                       | Eenmalig                    |
| 2017                        | RTL Summer Night            | RTL 4                       | Copresentator               |
| 2017–2022                   | RTL Boulevard               | RTL 4                       | Ook verslaggever            |
| 2018                        | Adam zkt. Eva VIPS          | RTL 5                       |                             |
| 2021                        | Crime Desk                  | RTL 5                       |                             |
| 2023                        | Alles is muziek             | RTL 4                       |                             |
| 2023, 2025                  | The Jump                    | RTL 4                       |                             |
| 2025                        | The Headliner               | RTL 4                       |                             |
| Televisie als deelneemster  |                             |                             |                             |
| Jaar                        | Productie                   | Omroep/zender               | Opmerking(en)               |
| 2017                        | Wie ben ik?                 | RTL 4                       | Team Najib                  |
| 2017                        | De Grote Improvisatieshow   | RTL 4                       | Speciale gast               |
| 2017                        | Expeditie Robinson          | RTL 4                       | Deelneemster 18e seizoen    |
| 2018                        | RTL Gezondheidtest          | RTL 4                       | Vast panellid               |
| 2018                        | It Takes 2                  | RTL 4                       | Team Trijntje               |
| 2020                        | Holland-België              | RTL 4                       |                             |
| 2020–2023                   | I Can See Your Voice        | RTL 4                       | Vast panellid               |
| 2021                        | Oh, wat een jaar!           | RTL 4                       | Team Carlo                  |
| 2022                        | Fout maar goud              | RTL 4                       | Vaste teamleider            |
| 2023                        | The Masked Singer           | RTL 4                       | Als Eekhoorn                |
| 2024                        | De Pappenheimers            | RTL 4                       |                             |

## Trivia
- In september 2016 speelde Elsinga in de videoclip Kom dichterbij me van Jan Smit en Broederliefde. Ze was daarin flirtend met Smit te zien op de Euromast.
- In maart 2019 speelde ze in de videoclip Total loss van Snollebollekes en Gerard Joling.
- Voor de film The Angry Birds Movie 2 (2019) heeft ze de stem van Ella ingesproken.

## Privé
Elsinga woont samen met haar partner. Ze hebben samen een zoon en een dochter, geboren in 2022 en in 2024.

## Prijzen
- 2017: Zilveren Televizier Ster Talent; beste Tv talent van het jaar 2017.
- 2019: Zilveren RadioSter; beste radiopresentatrice van het jaar 2018.
- 2020: Zilveren RadioSter; beste radiopresentatrice van het jaar 2019.[15]
- 2021: Zilveren RadioSter; beste radiopresentatrice van het jaar 2020.[16]
- 2022: Gouden RadioRing; Mattie & Marieke beste radioprogramma van het jaar 2021.